# Watch Certificate
 (février 2021).
Watch Certificate, (litt. « Certificat de montre » en anglais) est une marque française de certificats horlogers pour montres de luxe.
Ce certificat est conçu par la société Tradee, spécialiste des montres de seconde-main fondée en 2014 - chez laquelle ce certificat est d'abord réservé à un usage interne afin de vérifier l'authenticité des objets avant leur publication sur son marché en ligne. En 2019 ce certificat est nommé Watch Certificate et rendu accessible à d'autres professionnels de l'horlogerie.

## Histoire
L'histoire du Watch Certificate est liée à la société Tradee, basée à Paris qui a mis en place un processus d'authentification des objets disponibles sur la plateforme, qui a évolué petit à petit jusqu'à atteindre 45 points de contrôle et une double vérification. Le Watch Certificate est basé sur la blockchain Ethereum (janvier 2021). Dans un article d'octobre 2020, le magazine de technologie Wired prédit que « la blockchain pourrait bientôt rendre impossible la vente d'une Rolex volée », citant les dirigeants des maisons horlogères Ulysse Nardin et Breitling, ainsi que des dirigeants du consortium Arianee, et de Watch Certificate. Le certificat horloger est un potentiel rempart à l'industrie de la contrefaçon horlogère.
Dans un article de mai 2020, Le Point fait référence au Watch Certificate comme une solution contre la fraude. En 2021 la maison de ventes aux enchères Antiquorum (en), spécialisée en horlogerie et basée à Genève, Suisse noue un accord commercial pour attribuer un Watch Certificate à chacun de ses lots.

## Appellations
Le Watch Certificate est aussi surnommé :
- « certificat anti-vol » ou « carte grise pour les biens précieux »[5]
- « passeport digital infalsifiable »[4] ou « passeport digital qui accompagne (le) garde-temps tout au long de sa vie »[6]
- « contrôle technique horloger » ou « carte grise digitale infalsifiable pour les montres de collection »[7] ou « la « carte grise » de votre montre »[8]
- « carte d'identité numérique » ou « empreinte digitale de la montre »[9].